# Agrypnus cineraceus
Agrypnus cineraceus là một loài bọ cánh cứng trong họ Elateridae. Loài này được Elston miêu tả khoa học năm 1927.